# Bosentan
Bosentan is een endothelinereceptorantagonist, een vaatverwijdend geneesmiddel, dat op de markt wordt gebracht in de Europese Unie, de V.S. en andere landen door Actelion Pharmaceuticals onder de merknaam Tracleer®.

## Werkingsmechanisme
Bosentan remt de werking van endotheline door de beide receptoren waar endotheline aan kan binden te blokkeren. Endotheline is een stof in het lichaam die de bloedvaten vernauwt. Bij ziekten als onder andere pulmonale arteriële hypertensie (PAH) wordt een overmatige hoeveelheid endotheline geproduceerd. Bosentan kan door de bloedvatvernauwende werking van endotheline tegen te gaan de bloeddoorstroming verbeteren.

## Klinisch gebruik
Bosentan wordt voorgeschreven voor de behandeling van pulmonale arteriële hypertensie (PAH). In de EU is Tracleer ook goedgekeurd voor het verminderen van het aantal nieuwe digitale ulcera bij patiënten met systemische sclerose en aanhoudende digitale ulcera.

## Vergoeding in Nederland bijniet-geregistreerd gebruik
Op 19 december 2014 oordeelde de Hoge Raad dat bij toepassing van het middel bij een meisje onder de 18 jaar de verzekeraar toch moest betalen. Bij systemische sclerose en aanhoudende digitale ulcera heeft de Nederlandse wetgever het middel uitgesloten voor personen beneden de 18 jaar, omdat het gebruik bij deze indicatie niet voor die leeftijdsgroep is geregistreerd. De Hoge Raad wees de vergoeding toe omdat niet vaststaat dat het geneesmiddel onder de 18 jaar niet zal werken. Er is alleen nog te weinig onderzoek gedaan.